# Carinaria cithara
Carinaria cithara är en snäckart som beskrevs av Benson 1835. Carinaria cithara ingår i släktet Carinaria och familjen Carinariidae. Inga underarter finns listade i Catalogue of Life.